# Parietales
Parietales is een botanische naam, die tot voor enige decennia veel gebruikt werd voor een orde van tweezaadlobbige planten. Ze dankt haar naam aan de wandstandige zaadlijst (placenta parietalis). Het is dus een beschrijvende plantennaam.
Ze werd onder andere gebruikt in het systeem van Bentham & Hooker, met de volgende samenstelling:
- orde Parietales
familie Bixineae
familie Canellaceae
familie Capparideae
familie Cistineae
familie Cruciferae
familie Papaveraceae
familie Resedaceae
familie Sarraceniaceae
familie Violarieae

In de laatste versie van het Wettstein-systeem (1935) werd de naam gebruikt voor een orde met deze samenstelling:
- orde Parietales
familie Achariaceae
familie Ancistrocladaceae
familie Begoniaceae
familie Bixaceae
familie Caricaceae
familie Cistaceae
familie Cochlospermaceae
familie Datiscaceae
familie Droseraceae
familie Elatinaceae
familie Flacourtiaceae
familie Fouquieriaceae
familie Frankeniaceae
familie Loasaceae
familie Malesherbiaceae
familie Passifloraceae
familie Tamaricaceae
familie Turneraceae
familie Stachyuraceae
familie Violaceae

In deze samenstelling is ze dus enigszins vergelijkbaar met de orde Violales in het systeem van Cronquist (1981), maar niet meer met enige orde die door het APG-systeem (1998) en het APG II-systeem (2003) erkend wordt.